# Habiganj

Habiganj är en stad i nordöstra Bangladesh. Staden är provinsen Sylhets näst största. Folkmängden uppgick till 69 512 invånare vid folkräkningen 2011, på en yta av 8,97 km². Habiganj blev en egen kommun 1913.